# Marcel Roode
Marcel Roode (Delfzijl, 20 maart 1971) is een voormalig Nederlands profvoetballer.
Roode stond sinds 1990 twee jaar onder contract bij FC Groningen. In 1991 werd hij verhuurd aan de eerste divisieclub BV Veendam waarvoor hij in het seizoen 1991/92 een half seizoen in de Eerste divisie speelde. Hierna speelde hij vijftien jaar als amateur, waarvan de laatste veertien jaar op het hoogste toenmalige amateurniveau in de Hoofdklasse. Met VV Appingedam werd hij driemaal kampioen, waarvan tweemaal van de Hoofdklasse B. Roode werd drie keer (1995,1996,1997) in de top drie verkozen van beste amateurvoetballer van Nederland en in 1996 werd als beste verkozen. Hij speelde vervolgens nog een jaar voor Be Quick 1887 om zijn laatste seizoen in 2004 bij VV Appingedam af te sluiten.